# ویدله
شهر ویدله (به رومانیایی: Videle) در شهرستان تلئورمن در کشور رومانی واقع شده است. جمعیت این شهر ۱۲٬۴۹۸ نفر  است.